# 골반기저근

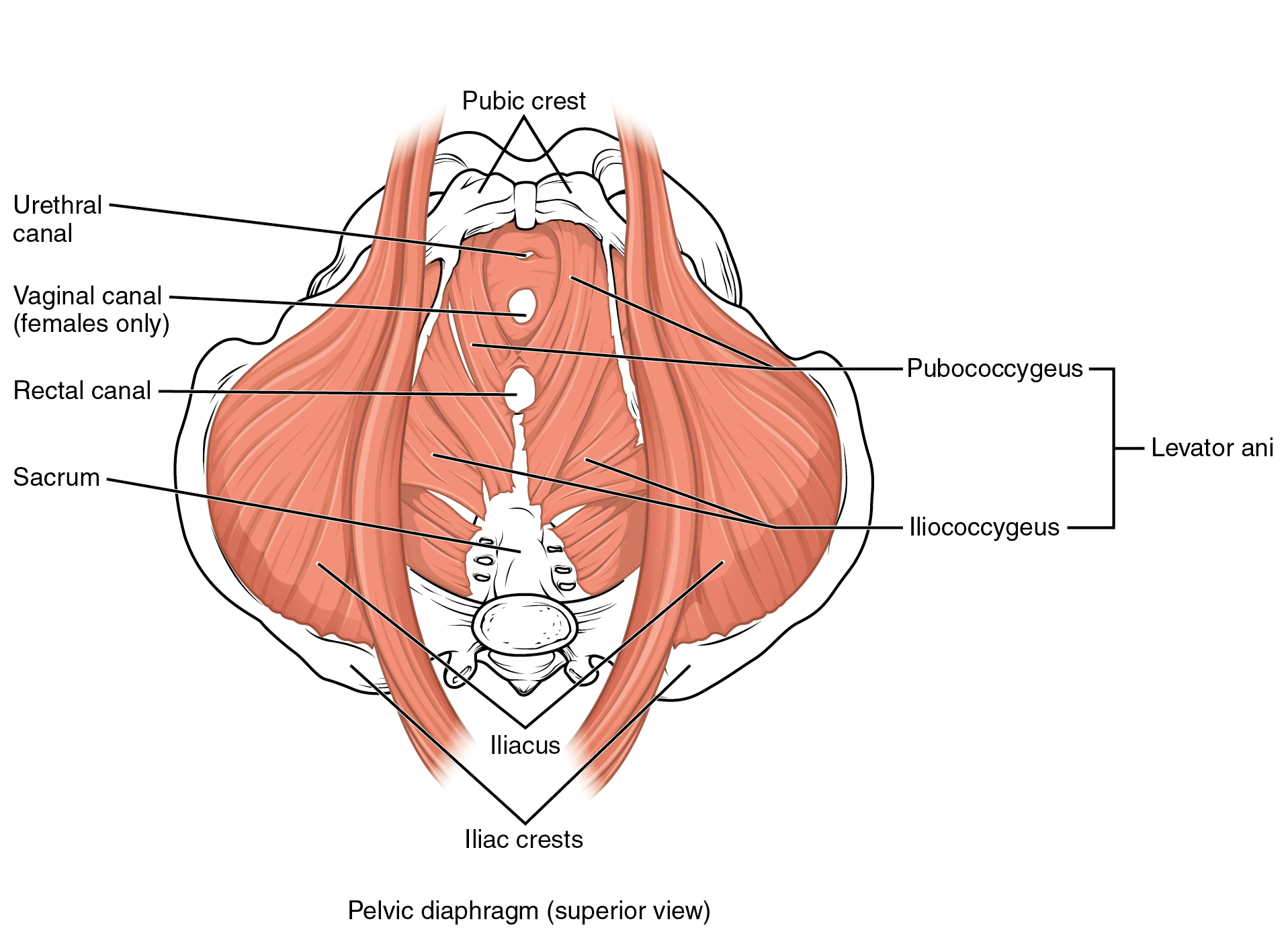
골반과 골반기저근(위에서 보았을 때)- urethral canal (요도),
pubic crest (두덩뼈 능선),
rectal canal (직장 구),
pubococcygeus (두덩꼬리근, 치골미골근),
iliococcygeus (엉덩꼬리근, 장미골근),
levator ani (항문올림근),
sacrum (엉치뼈, 천골),
iliacus (엉덩근, 장골근),
iliac crests (엉덩뼈능선, 장골능선)

골반바닥의 골반기저근(pelvic floor muscles) 또는 골반저근 또는 골반저부는 골반 밑 부분에 걸쳐있는 두덩꼬리근, 항문올림근(levator ani), 꼬리근 (coccygeus muscle) 및 관련 결합 조직의 근육 섬유로 구성된다. 골반 바닥(pelvic floor, 골반저부, 골반저)은 아래의 회음부 (생식기와 항문 포함)에서 위쪽 골반강을 분리한다. 자궁을 수용하기 위해 여성의 골반강이 남성의 골반강보다 크기 때문에 골반 바닥은 여성 해부학의 일부로 간주되는 경향이 있지만 남성 역시 골반 바닥을 가지고 있다.

## 골반
| |
| 다리이음뼈인 골반이음구조(pelvic girdle ) - ilium (엉덩뼈, 장골),iliac crests (엉덩뼈능선, 장골능선),acetabulum(볼기뼈절구),ischium (궁둥뼈, 좌골),pubis(두덩뼈) |

한편 골반기저근의 조절은 복근 수축에 관련되어 있으며, 척추기립근이 힘을 조절할 수 있게 하고 척추의 근육들과 요방형근 그리고 중둔근과도 연결된다. 따라서 골반저부는 복횡근의 근막과 척추 꼬리뼈및 횡돌기극근의 다열근 등과도 밀접하게 관계되어 있다.

## 같이 보기
- 척추
- 코어근육